# خلية أماكرين ذات النمط الشعاعي
تعد خلية أماكرين ذات النمط الشعاعي (بالإنجليزية:Starburst amacrine cell) أحد أنواع الخلايا الأماكرينية الموجودة في شبكية العين. تتميز هذه الخلايا العصبية الداخلية بإطلاق الأستيل كولين وحمض الغاما-أمينوبيوتيريك معًا.

## روابط خارجية
- Starburst Amacrine Cell on Eyewire.org.